# Eco printing
È una tecnica di stampa completamente naturale che permette di imprimere e riprodurre su tessuto forme e colori di elementi vegetali come foglie, fiori, bacche, semi, cortecce ed altro. 
Attraverso un procedimento artigianale ed artistico, con questa tecnica è possibile tingere e decorare tessuti senza far uso di sostanze chimiche artificiali o nocive.
Tutti gli elementi utilizzati, i supporti e i procedimenti sono infatti completamente naturali.

## Origini
Questa tecnica può essere attribuita all'intuizione e alla sperimentazione di India Flint, artista australiana, cultrice e appassionata di tecniche di tintura naturale. 
Eco print nasce negli anni '90 da sperimentazioni in merito alla tintura naturale dei tessuti unita alla tecnica dello shibori: una pratica nata in Giappone per la tintura e decorazione dei tessuti mediante procedimenti di legatura, cucitura e pressatura degli stessi.
Un'altra fonte di ispirazione e ideazione di questa tecnica può rintracciarsi in un metodo tradizionale di decorazione delle uova pasquali di origine Lettone. In questa tecnica si prevede l'applicazione di fiori e foglie intorno alle uova, che vengono poi avvolte in una stoffa, legate e bollite in una mistura di cipolle ottenendo l'impressione delle forme degli elementi vegetali sul loro guscio. 
Negli ultimi anni la tecnica dell'eco printing si sta diffondendo soprattutto nella pratica delle arti manuali e degli hobby femminili e a questa sono dedicati video tutorial, siti amatoriali e corsi per il fai da te.

## Tecnica
La tecnica per l'eco print consiste innanzitutto in una scelta dei materiali, quindi dei tessuti e degli elementi vegetali. Una volta individuato il supporto tessile si procede con il formare su di esso la composizione desiderata con il materiale naturale scelto: foglie, fiori, bacche, rami, radici ecc. La composizione deve essere quindi impregnata con aceto. Il tessuto così preparato viene avvolto e legato attorno ad un supporto di metallo o legno e messo a bollire in acqua, alla quale si possono aggiungere elementi per favorire la penetrazione del colore o l'aggiunta di tonalità di sfondo, come ad esempio pezzi di ferro arrugginiti. Occorre poi far raffreddare e lasciare riposare il rotolo di tessuto per un tempo variabile per poi rimuovere i materiali vegetali e sciacquare il tessuto in acqua tiepida. Il risultato sarà l'impressione sul tessuto di forme e di colori degli elementi usati.
La tecnica non prevede regole, tempi o sequenze precise, è un processo che lascia molto spazio alla sperimentazione, alla combinazione di elementi diversi, al gusto e alla creatività individuale. Le creazioni ottenute risultano originali, uniche e irripetibili. L'applicazione di tempi più o meno prolungati di bollitura e/o attesa e l'applicazione degli stessi elementi su tessuti diversi producono effetti differenti.

## Tessuti
I tessuti sui quali è possibile applicare questa tecnica devono essere necessariamente di origine naturale e non contenere fibre sintetiche. Migliori risultati si hanno con tessuti vecchi, sottoposti a ripetuti lavaggi, nei quali si sono dispersi i residui industriali che possono impedire la penetrazione del colore.
Tra i diversi tipi di fibre quelle sulle quali si ottengono più facilmente risultati apprezzabili sono quelle di origine animale, quindi prevalentemente seta ed in particolare lana. Le proteine in esse contenute si legano infatti più facilmente alle sostanze responsabili della colorazione. Questa tipologia di tessuti può essere talvolta precedentemente trattata con aceto o allume.
I tessuti vegetali come cotone e lino, per essere lavorati con questa tecnica devono essere precedentemente trattati con bagni di liscivia, albume, latte di soia, o altro.

## Materiali vegetali
Fra gli elementi vegetali più spesso utilizzati è possibile citare le foglie di eucalipto che riescono ad imprimere ampie variazioni di colore, le bucce di cipolla, le foglie di quercia, del rovo e le radici della robbia peregrine. Ma la scelta dei materiali vegetali è del tutto soggettiva e lasciata alla sperimentazione individuale. L'effetto prodotto risulta sempre originale e vario; gli stessi elementi, raccolti in periodi diversi dell'anno, possono produrre effetti e colorazioni differenti, così come la loro applicazione su tessuti diversi.